# Mauricio Mayer
Mauricio Mayer es una localidad del departamento Conhelo, en la provincia de La Pampa, Argentina. Su zona rural se extiende también sobre el departamento Capital.

## Población
Contó con 291 habitantes (Indec, 2010), lo que representó un descenso del 10,7% frente a los 326 habitantes (Indec, 2001) del censo anterior.
El censo nacional 2022 arrojó 437 habitantes y 279 viviendas. Esto la situó como el segundo municipio menos poblado de la provincia.
| Gráfica de evolución demográfica de Mauricio Mayer entre 1991 y 2022 |
|                                                                      |
| Fuente: Censos nacionales del INDEC                                  |